# ون کلیف آرپلز
ون کلیف آرپلز (انگلیسی: Van Cleef & Arpels) یک شرکت فرانسوی تولیدکننده جواهرات و ساعت است که در سال ۱۸۹۶ توسط سالومون آرپلز و آلفرد ون‌کلیف در پاریس تأسیس شده‌است. جواهرات ون کلیف اند آرپلز توسط اشخاص مشهوری مانند الیزابت تیلور و فرح پهلوی نیز پوشیده شده‌است.

## نگارخانه

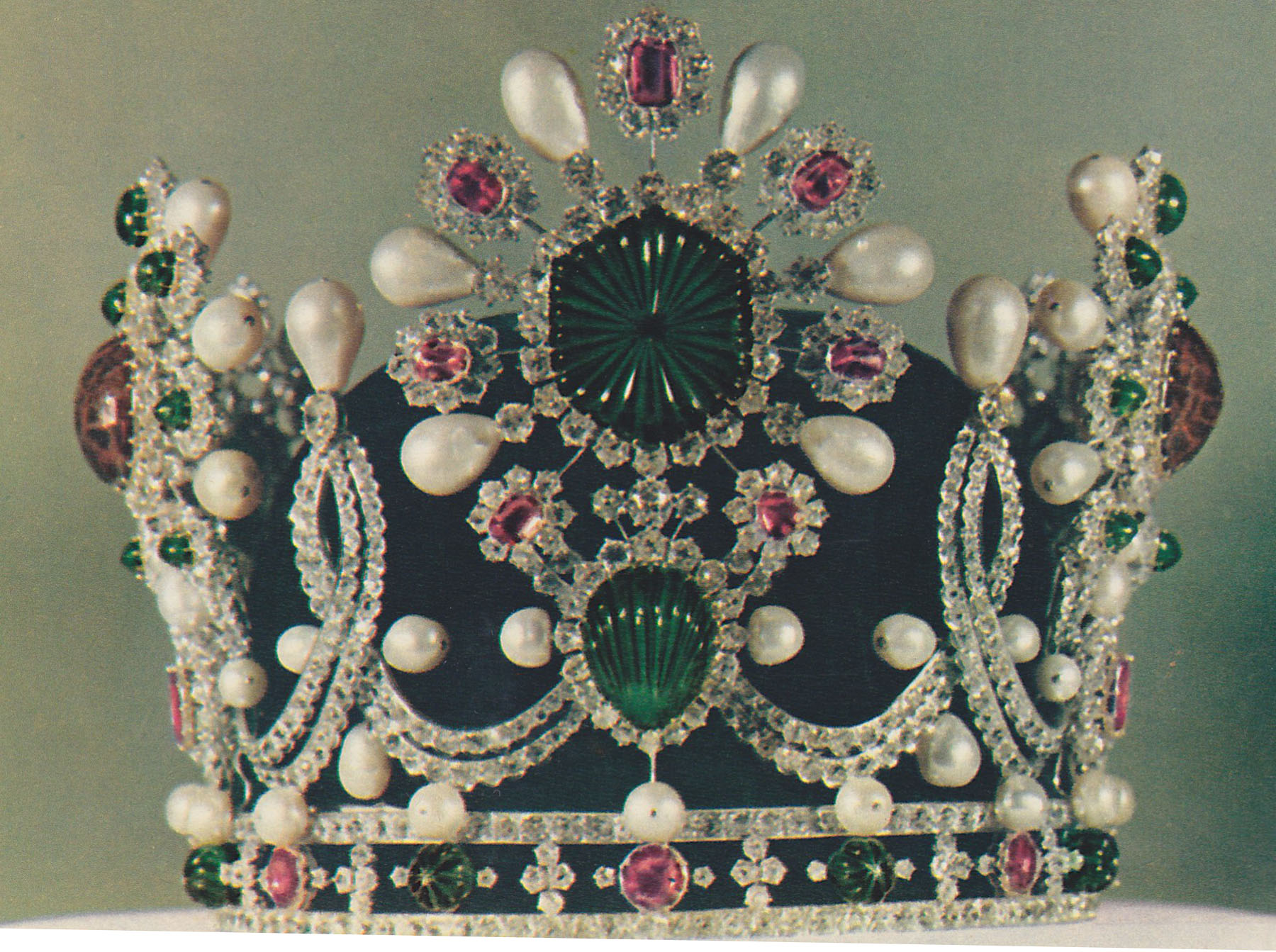
تاج شهبانو
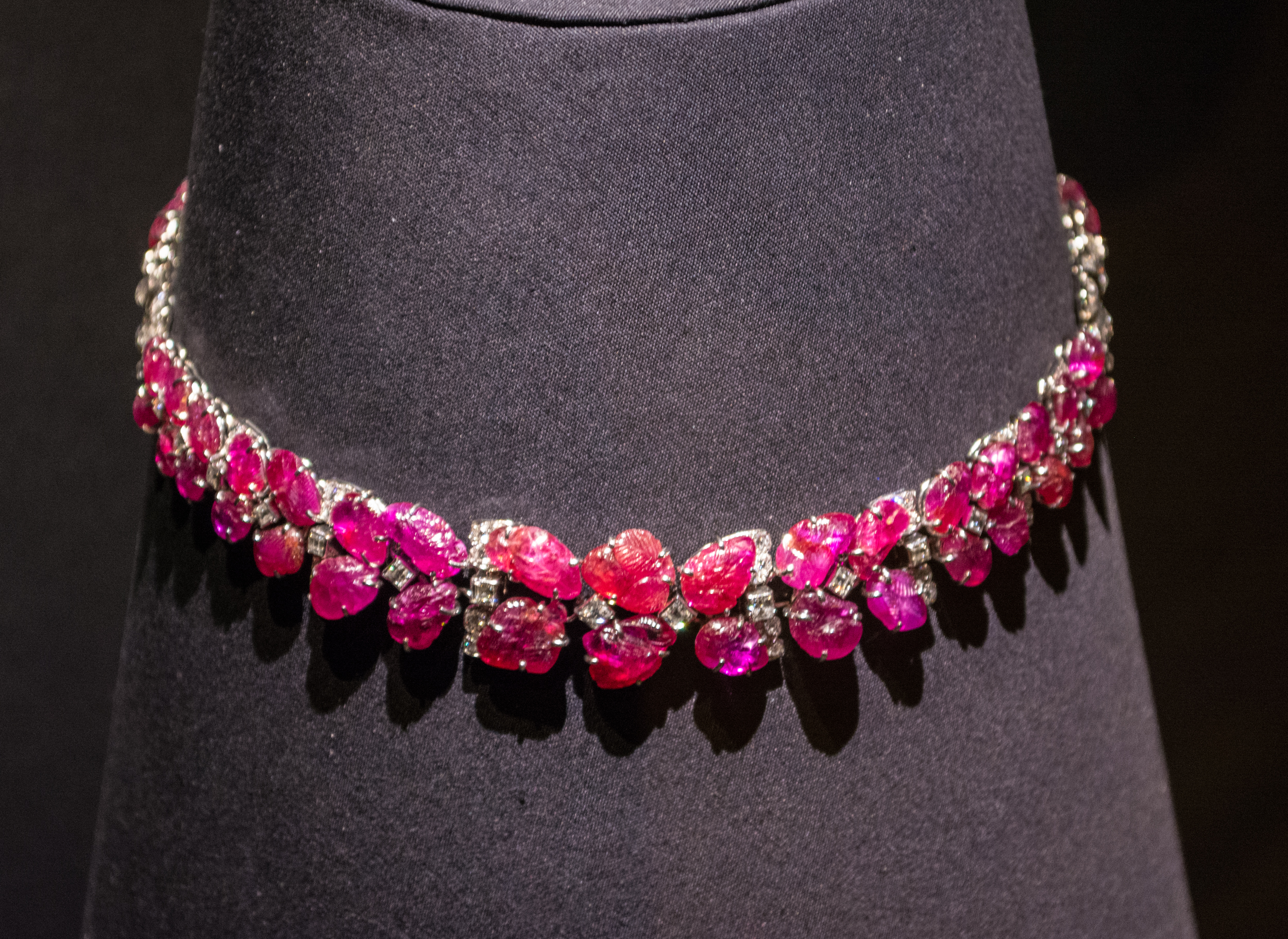
یک گردنبند یاقوت ساخت جواهرسازی ون کلیف آرپلز